# Liste von Bergen und Erhebungen in Sachsen-Anhalt

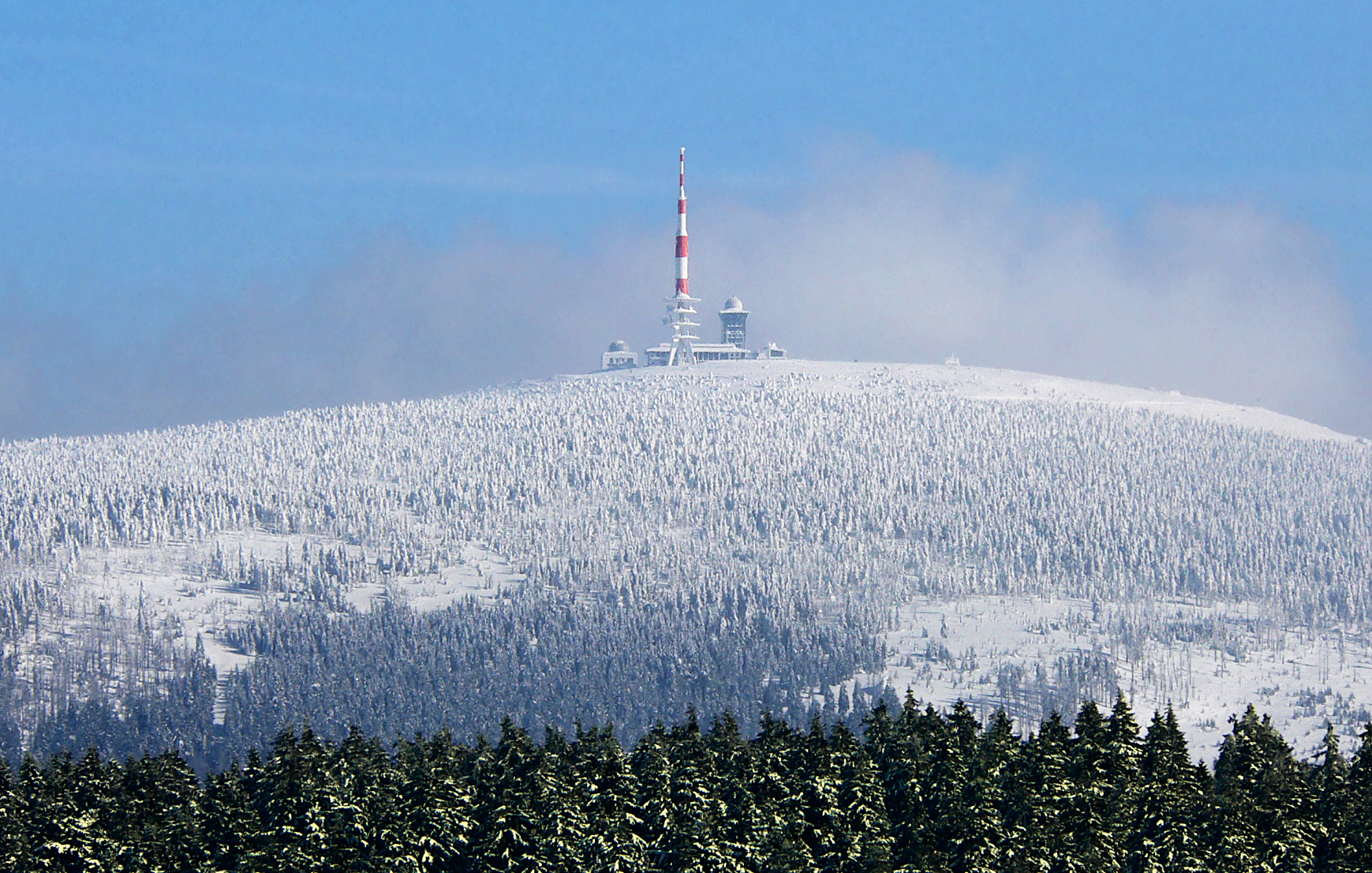
Blick von Torfhaus ostwärts zum Brocken (Harz), dem höchsten Berg in Sachsen-Anhalt

Die Liste von Bergen und Erhebungen in Sachsen-Anhalt enthält eine Auswahl von Bergen und Erhebungen sowie deren Ausläufern im deutschen Bundesland Sachsen-Anhalt – sortiert nach Höhe in Meter (m) über Normalhöhennull (NHN):

## Höchste Berge und Erhebungen sachsen-anhaltischer Landschaften
In folgender Tabelle ist der/die jeweils höchste Berg/Erhebung von sachsen-anhaltischen Landschaften aufgeführt.
In der Spalte Landschaft sind großflächige Mittelgebirge fett und Landschaften, die keinen lokalen Höhenschwerpunkt haben oder Talsenken darstellen, deren (inselartige) Erhebungen aber Dominanz aufweisen, kursiv geschrieben. Durch Klick auf das in der Spalte „Bergliste“ stehende Wort „Liste“ gelangt man zu einer solchen oder einer Fließtextaufstellung mit weiteren Bergen der jeweiligen Landschaft oder deren Region.
Die in der Ausgangsansicht nach Höhe geordnete Tabelle ist durch Klick auf die Symbole bei den Spaltenüberschriften sortierbar.

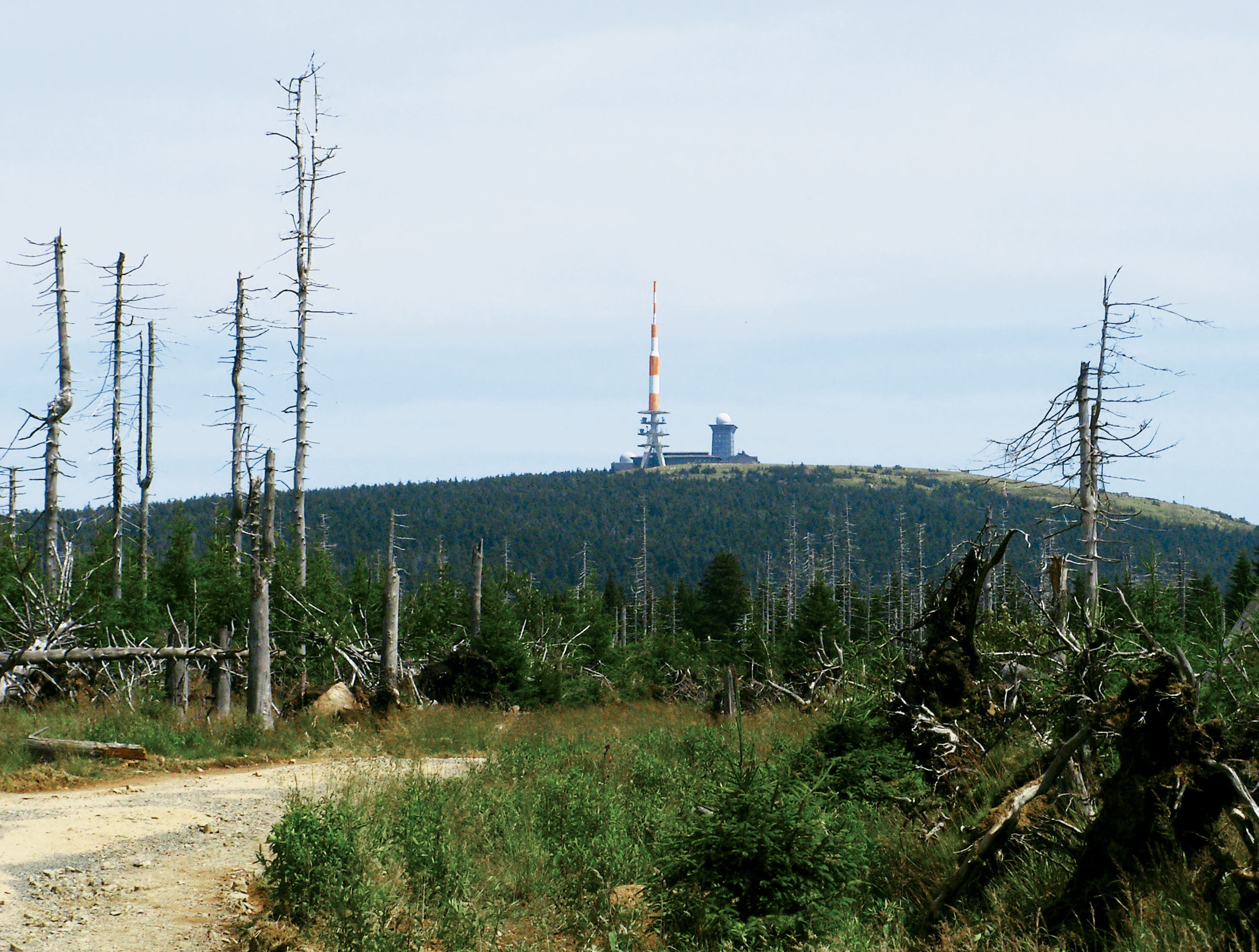
Blick vom Goetheweg (östlich von Torfhaus) ostwärts zum Brocken (Harz)

| Berg / Erhebung      | Höhe (m) | Landschaft                        | Berg- liste | Landkreis/e, kf. Stadt/Städte |
| -------------------- | -------- | --------------------------------- | ----------- | ----------------------------- |
| Brocken              | 1141,2   | Harz                              | Liste       | Harz                          |
| Seligenbornsberg     | 0356,0   | Finne                             | Liste       | Burgenland                    |
| Seligenbornsberg     | 0356,0   | Hohe Schrecke                     | Liste       | Burgenland                    |
| Buchenberg           | 0314,8   | Huy                               | Liste       | Harz                          |
| Bärenköpfe           | 0308,1   | Kyffhäuser                        | Liste       | Mansfeld-Südharz              |
| Großer Fallstein     | 0288,0   | Fallstein                         | Liste       | Harz                          |
| Petersberg           | 0250,4   | Mitteldeutsches Schwarzerdegebiet | Liste       | Saale                         |
| Barnstädter Huthügel | 0244,6   | Querfurter Platte                 | Liste       | Saalekreis                    |
| Berg der Domburg     | 0244,5   | Hakel                             | Liste       | Harz                          |
| Heidberg             | 0211,1   | Sommerschenburger Höhen           | Liste       | Börde                         |
| Edelberg             | 0208,8   | Hohes Holz                        | Liste       | Börde                         |
| Kniel                | 0205,3   | Druxberger Hügelkette             | Liste       | Börde                         |
| Hohe Gieck           | 0193,4   | Dübener Heide                     | Liste       | Wittenberg                    |
| Michelsberg          | 0185,1   | Fläming                           | Liste       | Wittenberg                    |
| Hirseberg            | 0184,1   | Fläming                           | Liste       | Wittenberg                    |
| namenlose Kuppe?     | 0179,8   | Flechtinger Höhenzug              | Liste       | Börde                         |
| namenlose Kuppe?     | 0172,4   | Lappwald                          | Liste       | Börde                         |
| Langer Berg          | 0159,9   | Hellberge                         | Liste       | Altmarkkreis Salzwedel        |
| Großer Wartberg      | 0145,7   | Magdeburger Börde                 | Liste       | Börde                         |
| Rabenberg            | 0145,7   | Calvörder Berge                   | Liste       | Börde                         |
| Zackelberg           | 0139,4   | Colbitz-Letzlinger Heide          | Liste       | Börde                         |
| namenlose Kuppe?     | 0121,5   | Hohe Geest                        | Liste       | Altmarkkreis Salzwedel        |
| Harkenberg           | 0110,3   | Land Schollene                    | Liste       | Stendal                       |
| Dolchauer Berg       | 097,9    | Kalbescher Werder                 | Liste       | Altmarkkreis Salzwedel        |
| Wachtberg            | 097,0    | Sohlener Berge                    | Liste       | Magdeburg                     |

## Berge in Gesamt-Sachsen-Anhalt

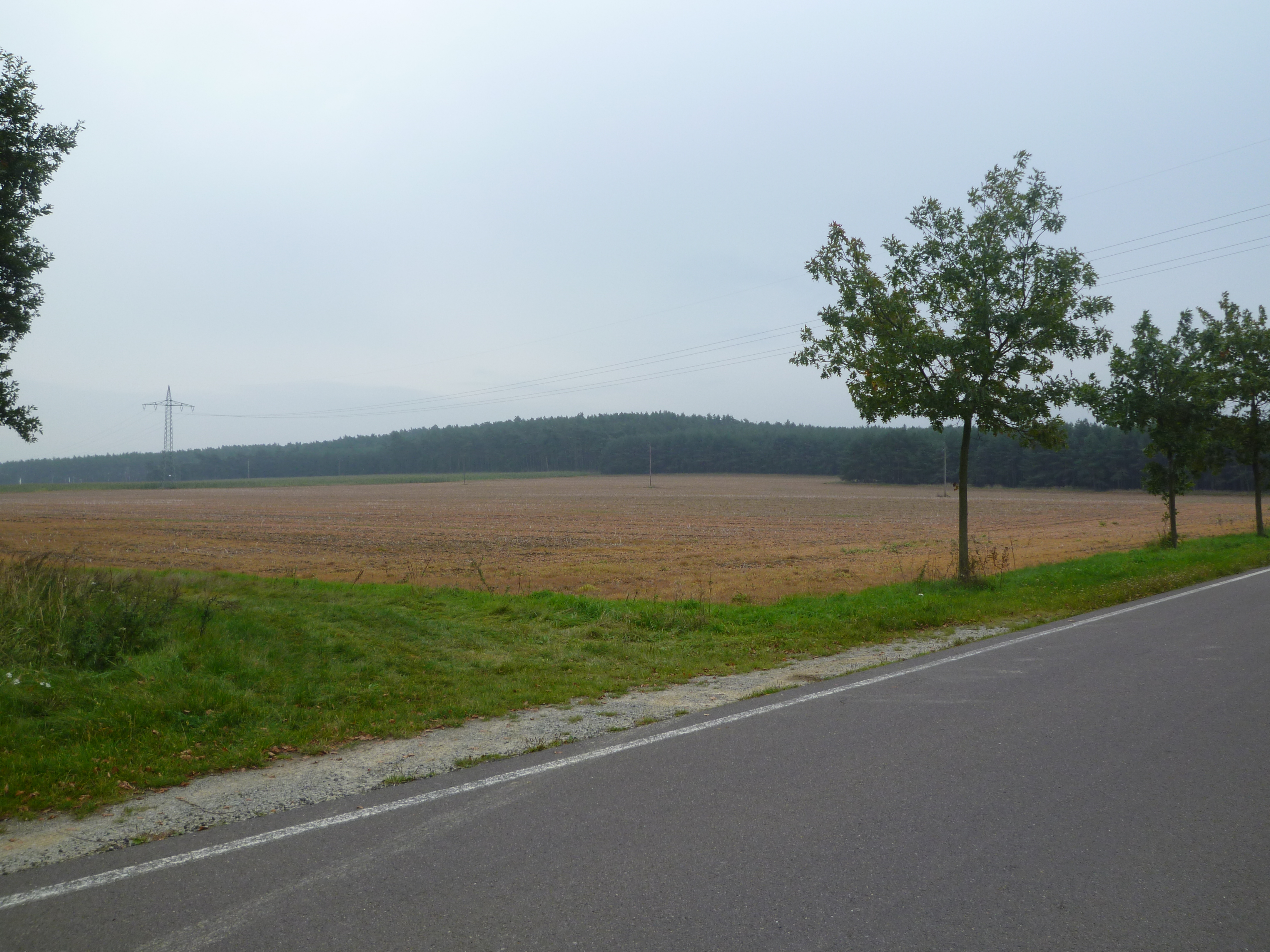
Langer Berg

### Calvörder Berge
→ zu diesen und weiteren Bergen/Erhebungen siehe Abschnitt Erhebungen des Artikels Calvörder Berge
Alle Berge/Erhebungen liegen im Landkreis Börde:
- Rabenberg (145,7 m)
- Mittelberg (145,5 m)
- Jacobsberg (127,5 m)
- Cloridenberg (124,6 m)
- Mörderberg (116,8 m)
- Blocksberg (112,9 m)
- Langer Berg (106,0 m)
- Lauseberg (90,5 m)
- Reuterberg (87,1 m)
- Saalberg (86,7 m)
- Windmühlenberg (86,1 m)
- Strahlenberg (83,4 m)
- Grüttenberg (78,9 m)
- Beneberg (77,5 m)
- Rosenberg (75,5 m)
- Wahrberg (72,5 m)

### Colbitz-Letzlinger Heide
- Zackelberg (139,4 m), Landkreis Börde
- Kesselberge (135 m), Landkreis Stendal
- Landsberg (132,8 m), Landkreis Stendal
- Stenneckenberg (130 m), Landkreis Börde
- Fliederberge (120,5 m), Landkreis Börde
- Wahrberg (96,4 m), Altmarkkreis Salzwedel
- Klüdenscher Berg (90,4 m), Altmarkkreis Salzwedel
- Hoher Hügel (96,6 m), Altmarkkreis Salzwedel

### Druxberger Hügelkette
Alle Erhebungen liegen im Landkreis Börde:
- Kniel (205,3 m)
- Großer Hunnenberg (200,9 m)
- Kleiner Hunnenberg (199,2 m)
- Heidkopf (193,8 m)
- Grüne Berge (182,6 m)
- Wartsberg (178,4 m)
- Großer Bullenberg (170,3 m)
- Kleiner Bullenberg (164,1 m)
- Wilde Berge

### Dübener Heide
Alle Berge/Erhebungen liegen im Landkreis Wittenberg:

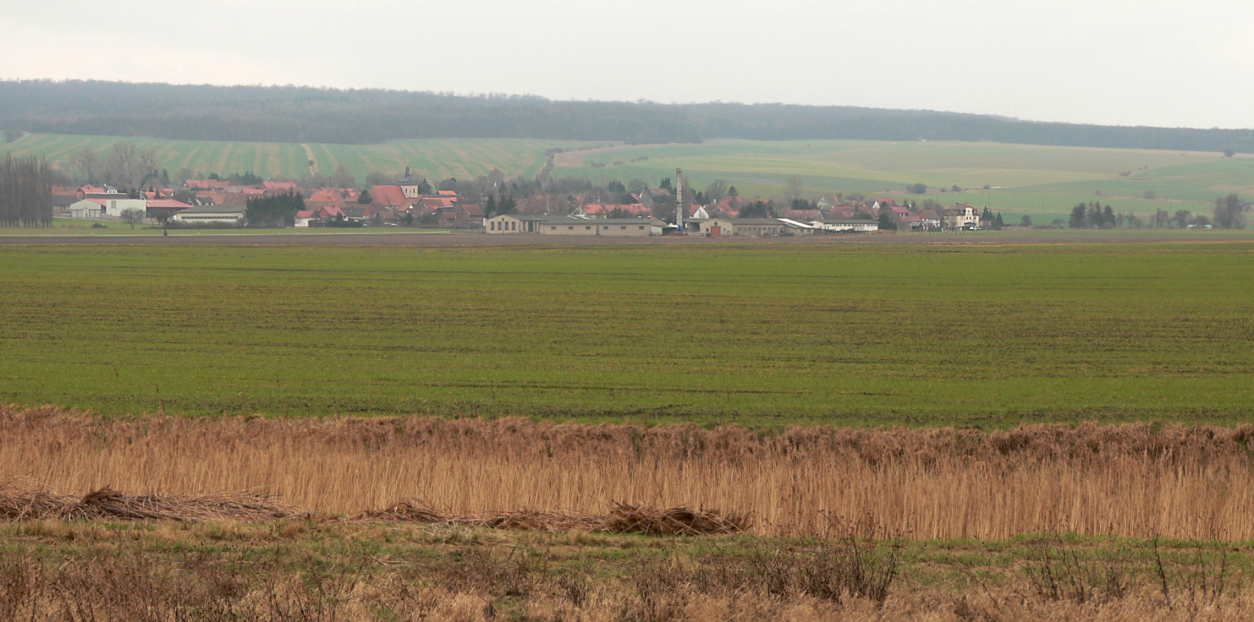
Blick über Veltheim hinweg zum Großen Fallstein

- Hohe Gieck (193,4 m)
- Wurzelberg (181,9 m)

### Fallstein
Alle Berge/Erhebungen liegen im Landkreis Harz:
- Großer Fallstein (288,0 m)
- Hoher Fallstein (286,7 m)
- Breiter Stein (278,6 m)
- Kleiner Fallstein (174,4 m)
- Galgenberg (167 m)

### Finne
→ zu diesen und weiteren Bergen/Erhebungen (auch außerhalb von Sachsen-Anhalt) sowie zu Lagedetails dazu siehe Abschnitt Erhebungen des Artikels Finne
Alle Berge/Erhebungen liegen im Burgenlandkreis:
- Seligenbornsberg[3] (356,0 m)
- Querigberg (345,8 m)
- Wolfsanger (327,8 m)
- namenlose Kuppe? (312,0 m)
- Schloßberg (299,4 m)

### Fläming
→ zu diesen und weiteren Bergen/Erhebungen (auch außerhalb von Sachsen-Anhalt) siehe Abschnitt Gliederung des Artikels Fläming
- Michelsberg (185,1 m), Landkreis Wittenberg
- Hirseberg (184,1 m), Landkreis Wittenberg
- Windmühlenberge (Franzosenberg: 180,6 m), Landkreis Wittenberg
- Schwarzer Berg (173,5 m), Landkreis Wittenberg
- Jerusalemberg (127 m), Landkreis Jerichower Land
- Müllerberg (123 m), Landkreis Jerichower Land
- Platzberg (116 m), Landkreis Jerichower Land
- Kapaunberg (105,4 m), Landkreis Jerichower Land
- Kapaunenberg (102,1 m), Landkreis Jerichower Land

### Flechtinger Höhenzug
Alle Berge/Erhebungen liegen im Landkreis Börde:
- namenlose Kuppe?  (179,8 m)
- Kleiner Steinberg (178,1 m)
- Butterberg (175,3 m)
- Lindenberg (162,0 m)
- Flechtinger Berg (153,7 m)
- Bisdorfberg (151,3 m)
- Butterberg (141,2 m)
- Steinberge (138,8 m)
- Spitzer Berg (127,8 m)
- Fuchsberg (121,3 m)

### Hakel
→ zu diesen und weiteren Bergen/Erhebungen sowie Lagedetails dazu siehe Abschnitt Erhebungen des Artikels Hakel
Alle Berge/Erhebungen liegen im Landkreis Harz:

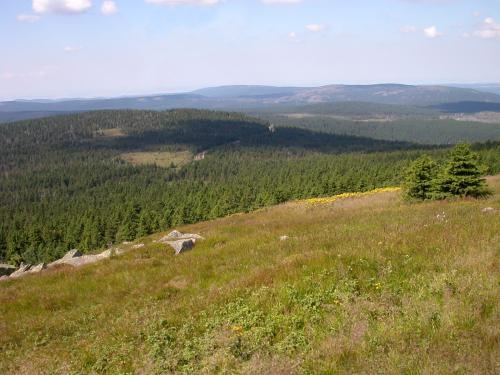
Blick vom Brocken südwestwärts zum Königsberg

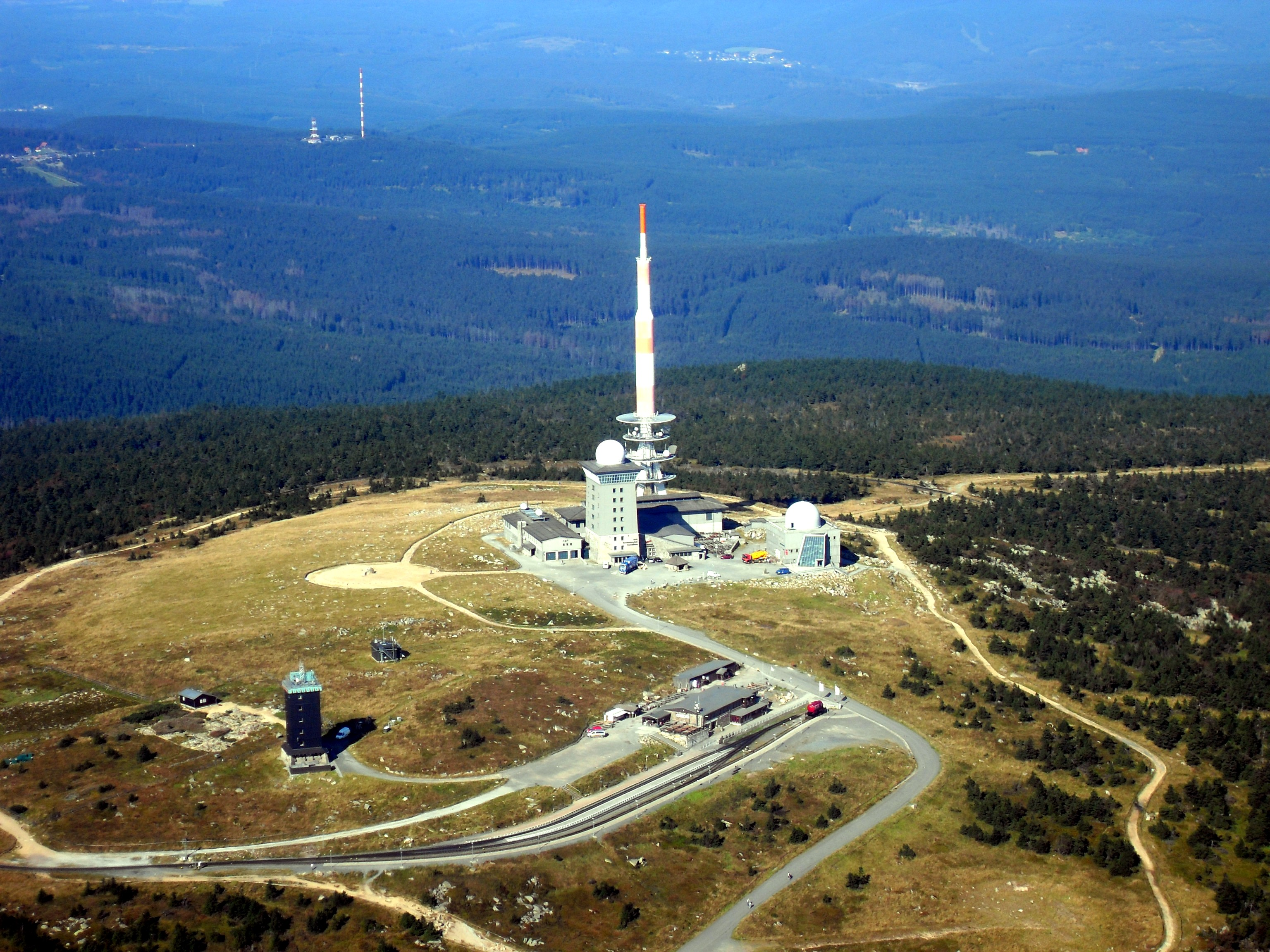
Brockenkuppe aus der Luft mit Sender Torfhaus im Hintergrund

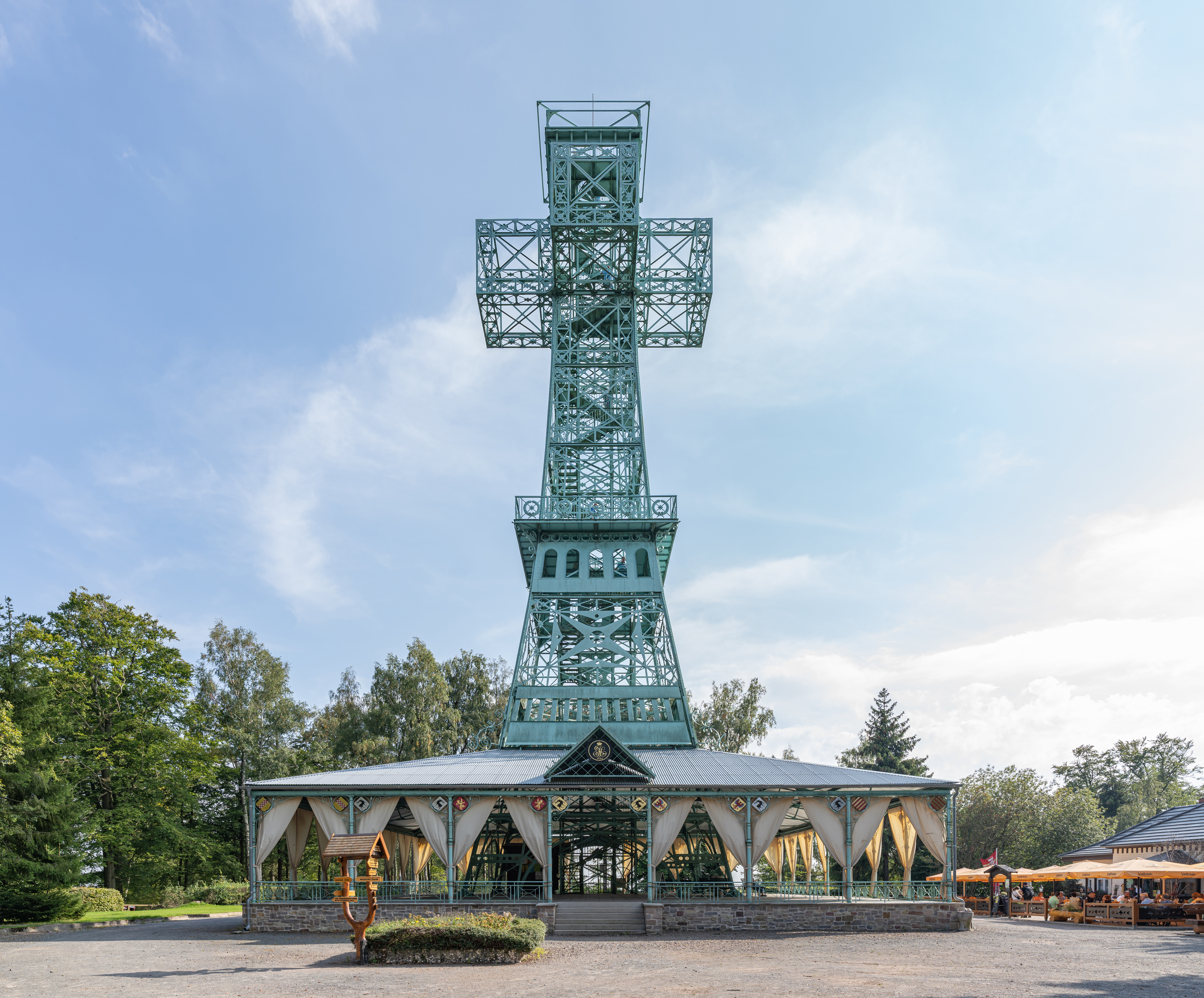
Josephskreuz auf dem Großen Auerberg

- Erhebung der Domburg (244,5 m)
- namenlose Kuppe? (236,8 m)
- Philipps Galgenberg (224,2 m)
- Lausehügel (207,5 m)
- Markberg (203,1 m)
- Speckberg (194,2 m)

### Harz(mitHarzvorland)
→ zu diesen und weiteren Bergen/Erhebungen (auch außerhalb von Sachsen-Anhalt) sowie Details dazu siehe Liste von Bergen im Harz
Wenn nicht anders genannt, liegen die folgend genannten Objekte direkt im Harz, ansonsten in seinen Teillandschaften oder Randlagen:
- Brocken (1141,2 m), Landkreis Harz
  - Heinrichshöhe (1045 m), Landkreis Harz
  - Königsberg (1033,5 m), Landkreis Harz
  - Kleiner Brocken (Wernigerode) (1018,4 m), Landkreis Harz
- Renneckenberg (933 m), Landkreis Harz
- Großer Winterberg (906,4 m), Landkreis Harz
- Hohnekamm (900,6 m), Landkreis Harz
- Pferdekopf (857 m), Landkreis Harz
- Erdbeerkopf (847,7 m), Landkreis Harz
- Kleiner Winterberg (837,0), Landkreis Harz
- Hohe Wand (758,0), Landkreis Harz
- Großer Jägerkopf (745 m), Landkreis Harz
- Wolfsklippen (710 m), Landkreis Harz
- Scharfenstein (697,6 m), Landkreis Harz
- Barenberg (695,5 m), Landkreis Harz
- Wolfsberg (675 m), Landkreis Harz
- Großer Birkenkopf (664,1 m), Landkreis Harz
- Oberer Meineckenberg (644,3 m), Landkreis Harz
- Carlshaushöhe (626,3 m), Landkreis Harz
- Buchenköpfe (603,1 m), Landkreis Harz
- Große Harzhöhe (599,3 m), Landkreise Harz und Mansfeld-Südharz
- Schalliete (595,1), Landkreise Harz und Mansfeld-Südharz
- Großer Gierskopf (594,8 m), Landkreis Harz
- Kleiner Birkenkopf (590,8 m), Landkreis Harz
- Zwißelkopf (587,3 m), Landkreis Harz
- Wegenerskopf (587,1 m), Landkreis Harz
- Viktorshöhe (581,5 m), Landkreis Harz
- Großer Auerberg (580,4 m), Landkreis Mansfeld-Südharz
- Meineberg (574,4 m), Landkreis Harz
- Mailaubenkopf (573,4 m), Landkreis Harz
- Rauher Jacob (568,6 m), Landkreis Harz
- Ortberg (550,1 m), Landkreis Harz
- Leckenkopf (546,9 m), Landkreis Harz
- Großer Hornberg (537,6 m), Landkreis Harz
- Kapitelsberg (535,7 m), Landkreis Harz
- Kleiner Brocken (Breitenstein) (533,1 m), Landkreis Mansfeld-Südharz
- Mittelberg (533,0 m), Landkreis Mansfeld-Südharz
- Stahlberg (525,2 m), Landkreis Harz
- Bielstein (525 m), Landkreis Harz
- Steinberg (525 m), Landkreis Harz
- Burgbeil (524,2 m), Landkreis Mansfeld-Südharz
- Eichenberg (520 m), Landkreis Harz
- Großer Stemberg (517,1 m), Landkreis Harz
- Hartenberg (Büchenberg) (516,0 m), Landkreis Harz
- Bastkopf (513,0 m), Landkreis Harz
- Rabensteine (510 m), Landkreis Harz
- Steinköpfe (507,6 m), Ramberg, Landkreis Harz
- Hoppelberg (507,5 m), Landkreis Harz
- Hilmersberg (507,0 m), Landkreis Harz
- Galgenberg (506,1 m), Landkreis Harz
- Osterkopf (505,9 m), Landkreis Mansfeld-Südharz
- Rotestein (Roter Stein) (505 m), Landkreis Harz
- Rabenstein (499,1 m), Landkreis Harz
- Peterstein (498,0 m), Landkreis Harz
- Bockberg (496,0 m), Landkreis Harz
- Kleiner Ronneberg (495,9 m), Landkreis Mansfeld-Südharz
- Birkenkopf (Thale) (495 m), Ramberg, Landkreis Harz
- Kohlenberg (495 m), Harz Landkreis Harz
- Ampenberg (488,8 m), Landkreis Harz
- Nickelsberg (488,2 m), Landkreis Harz
- Kühnenkopf (480,8 m), Landkreis Harz
- Höhe (479,2 m), Landkreis Mansfeld-Südharz
- Bielstein (478,7 m), Landkreis Mansfeld-Südharz
- Steinbergkopf (478,5 m), Landkreis Harz
- Armeleuteberg (477,8 m), Landkreis Harz
- Kulmer Berg (476,7 m), Landkreis Mansfeld-Südharz
- Pferdekopf (476,3 m), Landkreis Mansfeld-Südharz
- Katzenberg (475,8 m), Landkreis Harz
- Ilsestein (Ilsenstein) (473,2 m), Landkreis Harz
- Kuhberg (469,2 m), Landkreis Harz
- Fenstermacherberg (466,5 m), Landkreis Harz
- Kleiner Dambachskopf (465,5 m), Ramberg, Landkreis Harz
- Großer Ronneberg (465,2 m), Landkreis Mansfeld-Südharz
- Scharfenstein (462,4 m), Landkreis Harz
- Langenberg (458,8 m), Landkreis Harz
- Heimberg (458,4 m), Landkreis Harz
- Hexentanzplatz (457,7 m), Landkreis Harz
- Hoher Kopf (Questenberg, Nordnordosten) (457,0 m), Landkreis Mansfeld-Südharz
- Schieferberg (456,2 m), Landkreis Harz
- Hirschbuchenkopf (456,1 m), Landkreis Harz
- Großer Dambachskopf (454,3 m), Ramberg, Landkreis Harz
- Kirchhofsberg (452,3 m), Landkreis Harz
- Kapitelsberg (452,2 m), Landkreis Harz
- Dankeröder Berg (449,2 m), Landkreis Harz
- Steinköpfe (446,1 m), Landkreis Harz
- Wendefurther Berg (446,1 m), Landkreis Harz
- Stapenberg (443,4 m), Landkreis Harz
- Roßtrappenberg (438,7 m), Harz Landkreis Harz
- Harburg (438,2 m), Landkreis Harz
- Armsberg (435,2 m), Landkreis Harz
- Staufenberg (433,8 m), Landkreis Harz
- Eichberg (430,6 m), Landkreis Harz
- Eichenberg (416,0 m), Landkreis Harz
- Ziegenkopf (406,1 m), Landkreis Harz
- Bielstein (405 m), Landkreis Harz
- Kapitelsberg (403 m), Landkreis Harz
- Ramsenberg (400,6 m), Mansfelder Land, Landkreis Mansfeld-Südharz
- Schalkenburg (400,1 m), Landkreis Harz
- Großer Hausberg (397,9 m), Landkreis Harz
- Agnesberg (395,1 m), Landkreis Harz
- Salzberg (394,4 m), Landkreis Harz
- Hagedornsberg (391,1 m), Landkreis Harz
- Braunkohlberg (Braunekohlberg) (388,0 m), Landkreis Harz
- Eichberg (385,0 m), Landkreis Mansfeld-Südharz
- Heimberg (383,7 m), Landkreis Mansfeld-Südharz
- Amelungskopf (378,6 m), Landkreis Harz
- Hohe Warte (375 m), Mansfelder Land, Landkreis Harz
- Pufferberg (373,3 m), Landkreis Mansfeld-Südharz
- Ziegenberg (Braunschwende) (371,2 m), Landkreis Mansfeld-Südharz
- Hirschplatte (364,2 m), Mansfelder Land, Landkreis Harz
- Kakemieke (Kakemike) (356,4 m), Landkreis Harz
- Burgberg (356,1 m), Ramberg, Landkreis Harz
- Burgberg (Gernrode) (355 m), Ramberg, Landkreis Harz
- Mettenberg (355 m), Landkreis Harz
- Calviusberg (352,4 m), Landkreis Harz
- Hoher Kopf (Roßla) (351,1 m), Landkreis Mansfeld-Südharz
- Burgberg (Wernigerode) (345 m), Landkreis Harz
- Ratskopf (343,2 m), Landkreis Harz
- Geiersberg (339,8 m), Landkreis Mansfeld-Südharz
- Falkenstein (335,6 m), Mansfelder Land, Landkreis Harz
- Blankenstein (334 m), Landkreis Harz
- Hoher Kopf (Questenberg, Osten) (332,0 m), Landkreis Mansfeld-Südharz
- Heidelberg (Blankenburg) (331,5 m), Landkreis Harz
- Reesberg (325,2 m), Alter Stolberg, Landkreis Mansfeld-Südharz
- Alte Burg (Alteburg) (325 m), Ramberg, Landkreis Harz
- Schimmelsberg (324 m), Landkreis Mansfeld-Südharz
- Ankenberg (321,1 m), Landkreis Mansfeld-Südharz
- Ölbergshöhe (320,6 m), Mansfelder Land, Landkreis Harz
- Großer Buchberg (320,4 m), Landkreis Mansfeld-Südharz
- Falkenstein (320 m), Mansfelder Land, Landkreis Harz
- Ziegenberg (Heimburg) (315,7 m), Harzvorland-Nord, Landkreis Harz
- Schlößchenkopf (310,3 m), Landkreis Mansfeld-Südharz
- Hoppelberg (307,9 m), Harzvorland-Nord, Landkreis Harz
- Butterberg (Sangerhausen) (307,6 m), Landkreis Mansfeld-Südharz
- Großer Ziegenberg (306,1 m), Mansfelder Land, Landkreis Harz
- Struvenberg (305,7 m), Harzvorland-Nord Landkreis Harz
- Friedrichshohenberg (305,3 m), Mansfelder Land, Landkreis Harz
- Karrberg (304,1 m), Landkreis Harz
- Regenstein (293,9 m), Harzvorland-Nord, Landkreis Harz
- Austberg (Augsberg/Augstberg) (292,0 m), Harzvorland-Nord, Landkreis Harz
- Haardtberg (286,8 m), Landkreis Mansfeld-Südharz
- Armsberg (281,8 m), Landkreis Mansfeld-Südharz
- Burgberg (280,9 m), Harzvorland-Nord, Landkreis Harz
- Burgberg (280 m), Landkreis Mansfeld-Südharz
- Butterberg (280 m), Harzvorland-Nord, Landkreis Harz
- Distelkopf (Schableite) (278,9 m), Alter Stolberg, Landkreis Mansfeld-Südharz
- Stahlsberg (270,6 m), Mansfelder Land, Landkreis Harz
- Lustberg (267,5 m), Harzvorland-Nord, Landkreis Harz
- Großer Rönneberg (257,6 m), Harzvorland-Nord, Landkreis Harz
- Saßberg (256,0 m), Harzvorland-Nord, Landkreis Harz
- Bückeberg (250,0 m), Harzvorland-Nord, Landkreis Harz
- Münchenberg (247,3 m), Harzvorland-Nord, Landkreis Harz
- Burgberg (236,2 m), Mansfelder Land, Landkreis Harz
- Kleiner Rönneberg (231,9 m), Harzvorland-Nord, Landkreis Harz
- Tierstein (230,4 m), Harzvorland-Nord, Landkreis Harz
- Kalte Warte (230 m), Harzvorland-Nord, Landkreis Harz
- Ruhmberg (196,0 m), Harzvorland-Nord, Landkreis Harz
- Langer Berg (195,5 m), Harzvorland-Nord, Landkreis Harz
- Königstein (189,0 m), Harzvorland-Nord, Landkreis Harz
- Lasterberg (Lästerberg; 188,8 m), Harzvorland-Nord, Landkreis Harz
- Kuckucksberg (186 m), Harzvorland-Nord, Landkreis Harz
- Mittelsteine (185,2 m), Landkreis Harz
- Königstein (184,5 m), Landkreis Harz
- Spiegelsberge (180,3 m), Sachsen-Anhalt
- Jätchenberg (178,1 m), Harzvorland-Nord, Landkreis Harz
- Blankenburger Kopf (177,9 m), Harzvorland-Nord, Landkreis Harz

### Hellberge
Alle Berge/Erhebungen liegen im Altmarkkreis Salzwedel:
- Langer Berg (159,9 m)
- Stakenberg (Großer Stakenberg; 148,3 m)
- Hüttenberg (124,4 m)
- Stufenberg (123,8 m)
- Mönchenberg (121,4 m)

### Hohe Geest
Alle Berge/Erhebungen liegen im Altmarkkreis Salzwedel:
- namenlose Kuppe? (121,5 m), Heidehöhen
- Pistolscher Berg (117,8 m), Heidehöhen
- Fliederberg (116,2 m), Heidehöhen
- Präzeptorberg (115,2 m), Heidehöhen
- Kronenberg (111,8 m)
- Falschheitsberg (105,9 m)
- Markauer Berg (103,2 m)

### Hohe Schrecke
→ zu diesen und weiteren Bergen/Erhebungen (auch außerhalb von Sachsen-Anhalt) sowie zu Lagedetails dazu siehe Abschnitt Berge und Erhebungen des Artikels Hohe Schrecke
- Seligenbornsberg[3] (356,0 m), Burgenlandkreis

### Hohes Holz
Alle Berge/Erhebungen liegen im Landkreis Börde:
- Edelberg (208,8 m)
- Kniel (205,3 m)
- Kahler Berg (207,8 m)
- Brandslebener Haidberg (171,7 m)
- Heiliger Hochberg (172,2 m)

### Huy
→ zu Lagedetails dieser Berge/Erhebungen siehe Abschnitt Erhebungen des Artikels Huy
Alle Berge/Erhebungen liegen im Landkreis Harz:
- Buchenberg (314,8 m)
- Erhebung nahe der Huysburg (307,9 m)
- Vorberg (306,2 m)
- Hardelsberg (304,3 m)
- Steinberg (303,1 m)
- Paulsberg (302,5 m)
- Spechtsberg (302,5 m)
- Teufelskanzel (ca. 300 m)
- Kleiner Münchenberg (276,0 m)
- Vorberg (274,2 m)
- Herrenberg (261,8 m)
- Schalksberg (258,7 m)
- Himmelreichsberg (253,7 m)
- Lindhorn (252,7 m)
- Kleiberg (252,2 m)
- Paulskopf (248,1 m)
- Westerburger Berg (241,2 m)
- Wahrberg (ca. 235 m)

### Kalbescher Werder
Alle Berge/Erhebungen liegen im Altmarkkreis Salzwedel:
- Dolchauer Berg (97,9 m)
- Röthenberg (74,2 m)
- Silberberg (50,5 m)
- Mühlenberg (49,6 m)

### Kyffhäuser
→ zu diesen und weiteren Bergen/Erhebungen (auch außerhalb von Sachsen-Anhalt) siehe Abschnitt Berge und Erhebungen des Artikels Kyffhäuser
Alle Berge/Erhebungen liegen im Landkreis Mansfeld-Südharz:
- Bärenköpfe (308,1 m)
- Pfingstberg (196 m)

### Land Schollene
(auch Ländchen Schollene oder Schollener Land genannt)
Alle Berge/Erhebungen liegen im Landkreis Stendal:
- Harkenberg (Frau Harkenberg; 110,3 m), Kamersche oder Rehberger Berge
- Rauheberg (55,7 m)
- Lehmberg (40,2 m)
- Gütschow (39,6 m)

### Lappwald
Alle Berge/Erhebungen liegen im Landkreis Börde:
- namenlose Kuppe?  (172,4 m)
- Hungerberg (175,5 m)
- Burgberg (168,1 m)
- Kleiberg (145,4 m)

### Magdeburger Börde
- Großer Wartberg (145,7 m), Landkreis Börde
- Seeberg (Klein Wanzleben) (141,7 m), Landkreis Börde
- Seeberg (Groß Rodensleben) (141,1 m), Landkreis Börde
- Fuchsberg (Hohendodeleben) (135,2 m), Landkreis Börde
- Wartenberg (120,9 m), Salzlandkreis
- Henneberg (126,6 m), Landkreis Börde
- Frohser Berg (115,5 m), Salzlandkreis
- Heßberg (103,7 m), Landkreis Börde

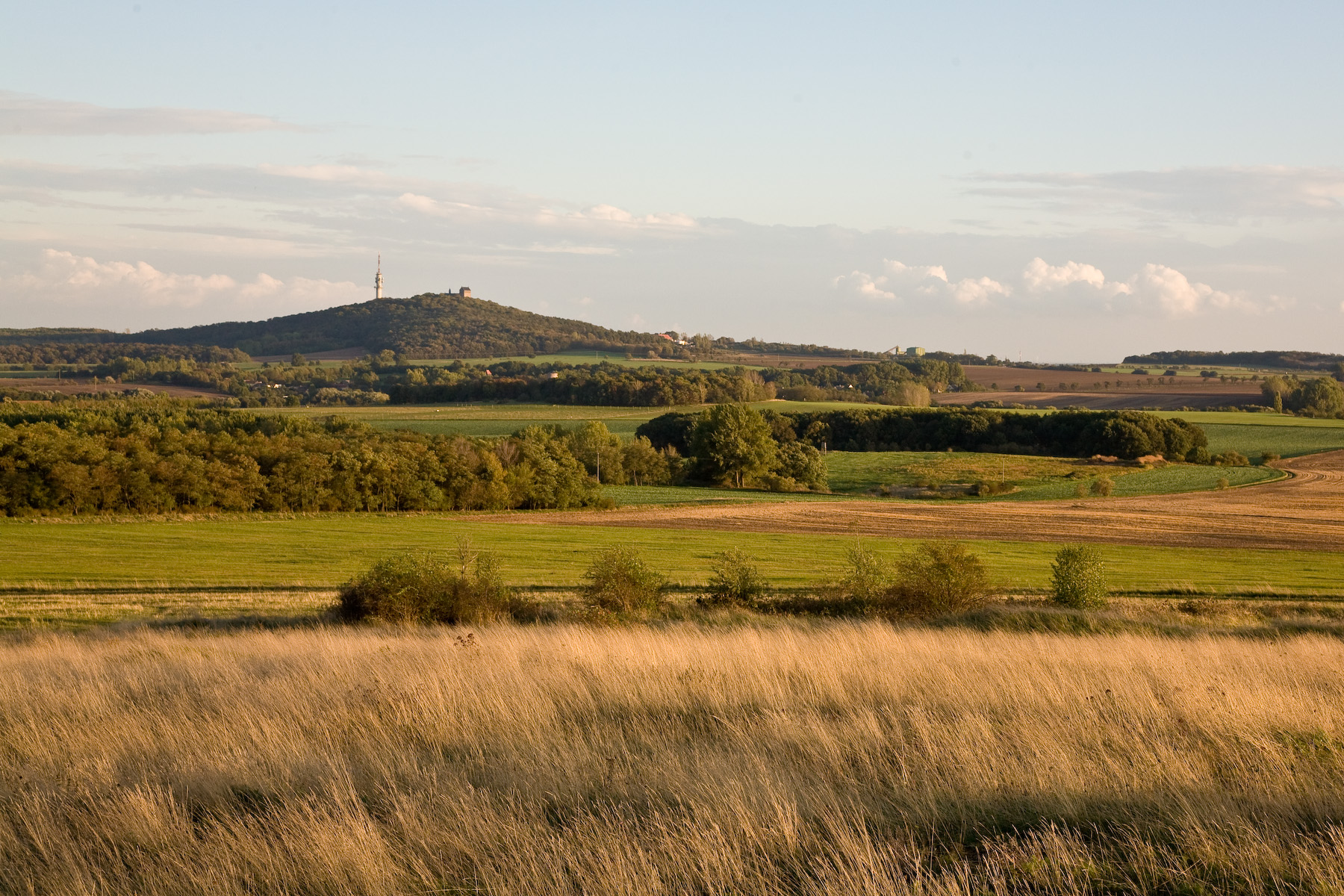
Blick aus Richtung Löbejün südostwärts zum Petersberg

### Mitteldeutsches Schwarzerdegebiet
- Petersberg (250,4 m), Saalekreis
- Abatassinenberg (149,4 m), Saalekreis
- Lerchenhügel (164,1 m), Saalekreis
- Heideberg (161,6 m), Saalekreis
- Akazienberg (104,9 m), Landkreis Anhalt-Bitterfeld

### Querfurter Platte
→ zu diesen und weiteren Bergen/Erhebungen sowie zu Lagedetails siehe Abschnitt Erhebungen des Artikels Querfurter Platte
- Barnstädter Huthügel (244,6 m), Saalekreis
- Wedenberg (241,6 m), Saalekreis
- Langer Berg (240,8 m), Burgenlandkreis
- namenlose Kuppe? (238,9 m), Saalekreis
- Galgenberg (225,8 m), Saalekreis

### Sohlener Berge
Alle Berge/Erhebungen liegen im Stadtgebiet von Magdeburg:
- Wachtberg (97,0 m)
- Großer Riesenberg (89,5 m)
- Spionskopf (83,3 m)
- Kleiner Riesenberg (75,4 m)

### Sommerschenburger Höhen
Alle Berge/Erhebungen liegen im Landkreis Börde:
- Heidberg (211,1 m)
- Bullenberg (209,9 m)
- Rodenberg (207,8 m)
- Fuchsberg (203,3 m)
- Hochberg (198,7 m)
- Blauer Berg (190,4 m)

## Noch sortieren
Folgende Liste enthält eine Aufstellung von noch nicht gefundenen oder recherchierten Bergen und Erhebungen, bzw. von solchen deren Landschaftszugehörigkeit noch nicht geklärt ist:
- Ochsenberg (109 m), Salzlandkreis